# 타이페이 여객
타이베이 여객(영어: Taipei Bus Company, Ltd.)은 대만 타이페이에 본사를 둔 버스 운송업체이다.

## 연혁
- 1954년: 회사 설립

## 사업 지역
- 신베이시
- 타이베이시
- 지룽시
- 타오 위안시
- 이란 현
- 화롄 현

## 보유 차량
미쓰비시 후소 트럭・버스 주식회사
- 미쓰비스 후소 로사 BE641G
- 미쓰비시 후소 RM11FN2XE

도요타 자동차
- 도요타 코스터 XZB50L-ZEMSYR

히노 자동차
- 히노 RK8JRSA
- 히노 RK8JRVA-KJF
- 히노 RN8JSVU-SSF
- 히노 HS8JRVL-UTF

자일대우버스
- 대우 BS120CN 로얄논스텝
- 대우 BC211MA 로얄 하이시티
- 대우 BH115K

포톤 자동차
- 포톤 BJ6123

## 갤러리

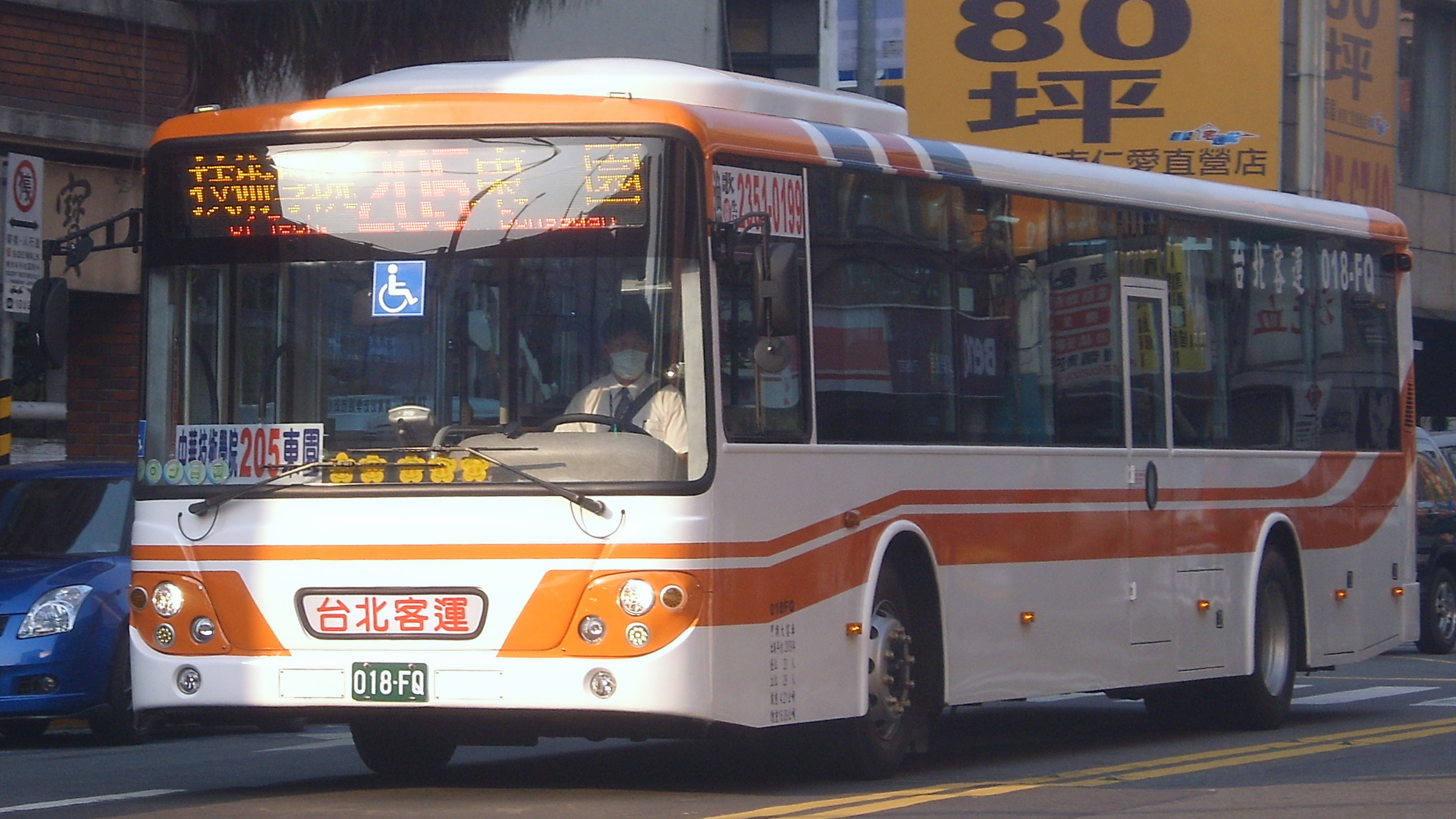
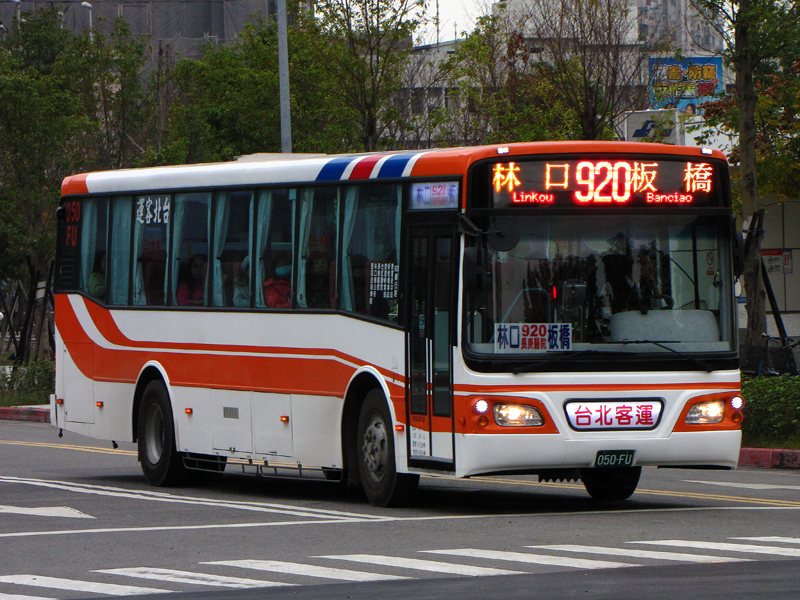

## 참고 자료
- 暢行台北-公車客運資訊站보관됨 2016-03-15 - 웨이백 머신